# Tito Puente Swings & Vicentico Valdes Sings
Tito Puente Swings & Vicentico Valdes Sings è un album di Tito Puente e Vicentico Valdes, pubblicato dalla Tico Records nel 1958.

## Tracce
Lato A
1. La gloria eres tu – 3:00 (J.A. Mendez)
2. Penjamo – 2:58 (R. Mendez)
3. Si me dices que si (If You Say yes) – 2:59 (A. Penalver)
4. Me quieres o no me quieres (Do You Love Me or Don't Me) – 2:44 (J. Zamora)
5. Palabras calladas (Tale of Love) – 2:47
6. No lo hago mas (I Won't Do it Anymore) – 2:55 (J. Baez)

Lato B
1. Nueva vida (New Life) – 2:56 (Piloto, Vera)
2. La guira – 3:02 (T. Tejera)
3. Tu mi amor divino (You My Divine Love) – 2:45 (J.A. Mendez)
4. Luna yumurina (Yumurina Moon) – 3:08 (Reves, Ramos)
5. Soy feliz (Happy) – 3:08 (J.A. Mendez)
6. Guaguanco en tropicana (Fun in Havana) – 3:10 (M.A. Espinosa)

## Musicisti
- Tito Puente - timbales, percussioni
- Vicentico Valdes - voce
- altri musicisti non accreditati